# Annunciazione (Jan van Eyck Washington)
L'Annunciazione è un dipinto olio su tavola poi trasferito su tela (93x37 cm) del pittore fiammingo Jan van Eyck, databile al 1434-1436 e conservato nella National Gallery of Art di Washington. Si pensa che l'opera fosse uno scomparto di un trittico perduto.

## Storia
Le informazioni antiche sull'opera sono scarse. Viene generalmente attribuita a un periodo vicino al Ritratto dei coniugi Arnolfini, con il quale condivide molti dettagli del procedimento tecnico.
Il dipinto è testimoniato per la prima volta nel 1791 alla Certosa di Champmol, luogo di sepoltura dei duchi di Borgogna per i quali van Eyck fu pittore di corte dal 1425 alla morte nel 1441. Il monastero venne saccheggiato e parzialmente distrutto durante la rivoluzione francese, durante la quale si persero le tracce di molti dei suoi tesori artistici. Nel 1817 il pannello comparve in un'asta a Parigi, in cui un antiquario di Bruxelles lo vendette a Guglielmo II dei Paesi Bassi. Il pannello venne conservato a Bruxelles fino al 1841, poi all'Aia. Nel 1850 venne venduto e acquistato dallo zar Nicola I di Russia, che lo destinò al Museo dell'Ermitage. Fu probabilmente in Russia, tra il 1864 e il 1870, che l'originale supporto ligneo venne trasferito su tela per ragioni conservative. Nel 1929 il dipinto venne venduto, con molti altri, in cambio di petrolio, ritrovandosi di nuovo sul mercato parigino. Passati dalle mani dei mercanti Calouste Gulbenkian, del londinese Colnaghi e del newyorchese Knoedler & Co, nel 1930 venne acquistato da Andrew Mellon tramite un consorzio, all'interno di lotto di altri dipinti già in Russia (tra cui opere di Raffaello, Botticelli, Tiziano, Paolo Veronese, Velázquez e Rembrandt). Mellon li passò poi a un trust (1931), che in seguito fece una donazione in blocco alla National Gallery di Washington, formandone il nucleo originario.

## Descrizione e stile
Il classico tema dell'Annunciazione con l'Arcangelo Gabriele e la Vergine Maria (Luca 1:26-38) è ambientato nella navata di una chiesa. Tra i due protagonisti è in corso un dialogo che, come nella tradizione trecentesca, è espresso tramite lettere dorate che escono dalla loro bocca ("AVE GRÃ[TIA] PLENA" ed "ECCE ANCILLA D[OMI]ÑI", all'inverso per seguire la direzione della voce). Sulla Vergine discende, da una finestra sul lato della navata, la colomba dello Spirito Santo, con sette raggi di luce che simboleggiano i sette doni dello Spirito Santo.

### Maria e l'Angelo
Le figure di Maria e dell'Angelo sono dipinte con un'estrema ricchezza cromatica, con panneggi voluminosi e pesanti, che accrescono il senso di imponenza e maestosità. Soprattutto la veste dell'angelo è un capolavoro di virtuosismo, con la decorazione del broccato che varia al piegarsi delle increspature e alla diversa illuminazione. Alcuni ipotizzano che nella Vergine possa essere stata ritratta Isabella del Portogallo, moglie di Filippo il Buono. La veste di Maria è invece più semplice, del tradizionale colore azzurro, con bordatura di ermellino che sottintenderebbe alla sua nobile origine. Nessuna delle due figure ha l'aureola, secondo una consuetudine iniziata nel XV secolo per dare maggiormente un senso di realismo.

### L'ambientazione

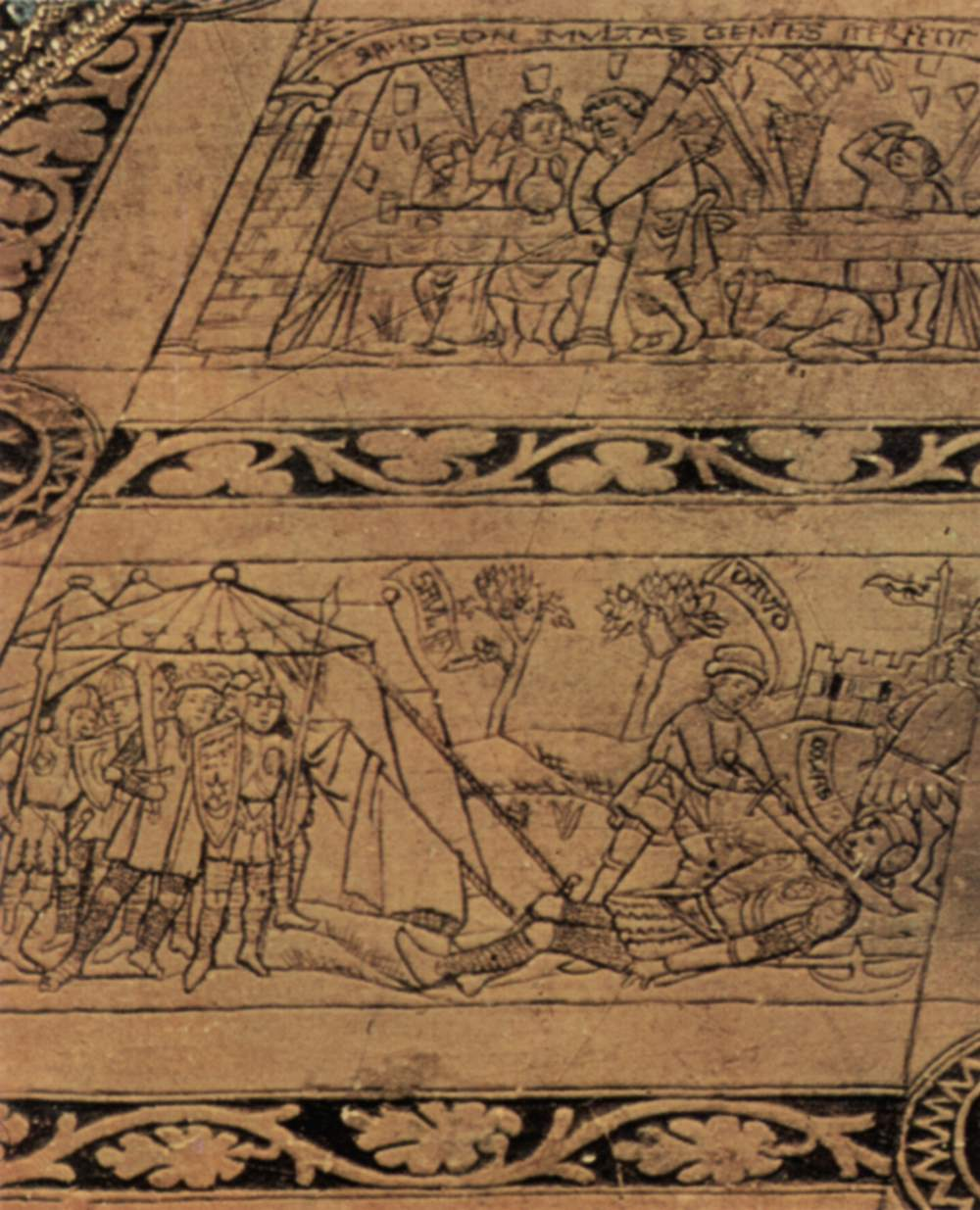
La decorazione del pavimento

L'ambientazione architettonica è estremamente curata nei minimi dettagli, come tipico della pittura di van Eyck e della scuola fiamminga in generale della quale fu il capostipite. Lo stile dell'edificio è il vetusto romanico, con accenni al gotico nella leggera incurvatura a punta degli archi; questa scelta, presenta anche in altri artisti dell'epoca, sottintendeva all'ambiente ebraico in cui avvenne l'annunciazione. Il senso di profondità è reso tramite graduali passaggi di luce, che lasciano sapientemente in ombra le zone retrostanti e in alto. Notevole è la cura dei dettagli, dal pavimento con Storie dell'Antico Testamento (si riconoscono in primo piano Davide che uccide Golia e Sansone che distrugge il tempio dei Filistei, ai capitelli scolpiti, dalla resa del vetro nelle finestre, fino alla cura della descrizione del damasco del cuscino. La parete centrale ha una vetrata dipinta con il Dio Padre, importante presenza nella scena sacra, mentre la triplice apertura più in basso simboleggia la Trinità. Ai lati della vetrata istoriata si trovano, nella penombra, le rappresentazioni di Mosé trovato dalla figlia del faraone e Mosè che riceve i dieci comandamenti. Al centro, nei medaglioni tra le colonne, si trovano le raffigurazioni di Isacco e Giacobbe.
Come tipico delle opere fiamminghe la linee dell'orizzonte è piuttosto alta, e dà l'impressione allo spettatore di trovarsi dentro il dipinto, come se ne venisse "avvolto".
Tra gli oggetti simbolici si trovano i classici attributi dei gigli (purezza) e del libro (avverarsi delle Sacre Scritture).